# Imhoff (Familienname)
Imhoff ist ein deutscher Familienname.

## Namensträger
- Amalie von Imhoff (1776–1831), deutsche Schriftstellerin
- Andreas I. Imhoff (1491–1579), deutscher Großkaufmann und Stadtpolitiker
- Andreas II. Imhoff (1529–1597), deutscher Kaufmann, Bankier und Stadtpolitiker
- Andreas III. Imhoff (1572 bis 1637), deutscher Kaufmann, Bankier und Stadtpolitiker
- Andreas B. Imhoff (* 1953), Schweizer Orthopäde, Unfallchirurg und Hochschullehrer
- Anton Albrecht von Imhoff (1653–1715), deutscher Staatsmann
- Carl von Imhoff (Maler) (1734–1788), deutscher Offizier, Kolonialbeamter in Indien und Porträtmaler
- Carl von Imhoff (Landrat) (1790–1854), preußischer Landrat
- Christoph von Imhoff (* 1912), deutscher Journalist und Schriftsteller (Pseudonym: Christian C. Walther)
- Darrall Imhoff (1938–2017), US-amerikanischer Basketballspieler
- Eugen Imhoff (1876–1951), deutscher Verwaltungs- und Wohnungsbaujurist
- Facundo Imhoff (* 1989), argentinischer Volleyballspieler
- Frank Imhoff (* 1968), deutscher Landespolitiker (Bremen, CDU)
- Fritz Imhoff (1891–1961), österreichischer Schauspieler und Sänger
- Georg Paulus Imhoff (1603–1689), Kaufmann, Vorderster Losunger, Reichsschultheiß in Nürnberg
- Guillermo Imhoff (* 1982), argentinischer Fußballspieler
- Gustaaf Willem van Imhoff (1705–1750), Generalgouverneur von Niederländisch-Indien
- Gustav von Imhoff (1793–1875), preußischer Generalmajor
- Hans Imhoff (Unternehmer) (1922–2007), deutscher Schokoladenfabrikant
- Hans Imhoff (Schriftsteller) (* 1939), deutscher Aktionskünstler und  Schriftsteller
- Hans-Diether Imhoff (1933–2000), deutscher Verwaltungsjurist und Vorstand der Vereinigten Elektrizitätswerke Westfalen
- Hans Walter Imhoff (1886–1971), Schweizer Fußballspieler
- Heinrich Karl Abraham Imhoff (1854–1918), preußischer und osmanischer Generalleutnant, Militärschriftsteller
- Johann Joseph Imhoff (der Ältere) (1739–1802), deutscher Bildhauer
- Johann Joseph Imhoff (der Jüngere) (1796–1880), deutscher Bildhauer
- Juan Imhoff (* 1988), argentinischer Rugby-Union-Spieler
- Karl von Imhoff (1875–1961), bayerischer Beamter und Bevollmächtigter Bayerns im Reichsrat
- Karl Imhoff (1876–1965), deutscher Erfinder und Konstrukteur
- Käthe Schmitz-Imhoff (1893–1985), deutsche Figurenmalerin und Grafikerin
- Lawrence E. Imhoff (1895–1988), US-amerikanischer Politiker
- Leo Imhoff (1921–2013), deutscher Hotelkaufmann und Unternehmer
- Ludwig Imhoff (Mediziner) (1801–1868), Schweizer Arzt und Zoologe
- Ludwig Imhoff (Jurist) (1878–1953), deutscher Jurist und Ministerialbeamter
- Luise Franziska Sophie von Imhoff (1750–1803), deutsche Hofdame
- Peter Imhoff (Kaufmann) (auch Peter Imhof; 1444–1528), deutscher Kaufmann, Mäzen und Theologe
- Peter Imhoff (um 1470–1536), deutscher Musikalienhändler, Sänger und Komponist, siehe Petrus Alamire
- Peter Imhoff (Beamter) (1938–2024), deutscher Beamter
- Peter Joseph Imhoff (1768–1844), deutscher Bildhauer
- Philipp von Imhoff (1702–1768), braunschweigischer Generalleutnant
- Roland Imhoff (* 1977), deutscher Psychologe und Professor
- Sigmund von Imhoff (1881–1967), deutscher Generalmajor der Luftwaffe, Generalmajor der bayerischen Landespolizei
- Wilhelm Imhoff (Politiker) (1910–1989), deutscher Großhandelskaufmann und Politiker (CDU)
- Wilhelm Joseph Imhoff (1791–1858), deutscher Bildhauer
- Willibald Imhoff (1519–1580), deutscher Kunstsammler und Großkaufmann